# 中條山會戰
中条山會战，又称晉南战役、中條山戰役，日本方面稱中原会戦、百号作戦，是中国抗日战争进入相持阶段后，1938年起計13次防衛成功擊退日方；第14次於1941年5月间，中華民國军队在山西省范围内的一场大规模对日作战。

## 背景
抗日战争进入战略相持阶段后，战争双方的战线保持了相对的稳定，日本占领中国大片地区，兵力分散，攻势趋缓，政策的重点逐渐向保守占领地转变。为了摆脱困境，日本修正了原来“不以国民政府为谈判对手”的立场，提出“如果国民政府抛弃以前的一贯政策，更换人事组织，取得新生的结果，参加新秩序的建设，我们并不予以拒绝”之新方略，加紧对国民政府展开诱降活动。
德国于1939年9月1日，突袭侵占波兰。接着，德、意法西斯互为呼应，又取得了对英、法作战的胜利。在法西斯“伙伴”暂时胜利的刺激和鼓舞下，1940年底，日本政府调整了中国作战指导方针，作出“必须迅速解决中国事变”的决定，要求“在1941年秋季以前，改变预定计划，不放松对华压迫，准备在夏秋之际，进行最后的积极作战，力图解决中国事变”。在此期间，竭尽一切手段，尤其利用国际局势变化，谋取侵略战争定局。
日本军方具体分析了中国战场的态势，认为“山西省由于西面有以延安为根据地的中国共产黨紅军，南面黄河两岸有国民政府中央军第一战区的军队活动，治安情况极为恶劣。隔鄰河南省、山东两省的治安也不稳定”。“主要占领区域的治安现状，其安定程度的顺序为蒙疆、长三角地带、武汉地区，以华北为最差。1940年8月至10月，八路军发动百团大战，日军随即在华北展开“晋中作战”对八路军进行“治安讨伐与肃正作战”。
而在整个日军占领区内，华北之晋南是有蒋直系国军残存的惟一地区。有鉴于此，1940年12月26日，日本东条英机陆相和杉山元参谋总长在迅速解决侵华战争企图上取得一致意见，提出“不要单纯考虑南方，要确立以中国和北方问题为主的方针”。据此，中条山也成为日军目标。1941年1月30日，日本中国派遣军提出“1941年度的作战，根据当前任务，大致确保现在的占领地区，尤其在夏秋季节須發挥综合战力，对敌施加重大压力。特别期待于在华北消灭山西南部国民政府中央军的一战”。此即中条山战役。

## 战场
中条山位于山西省南部、黄河北岸，呈东北西南走向，东北高西南低，横广170公里，纵深50公里，最高峰为海拔2321米的垣曲历山舜王坪，山脉平均海拔1249米。中条山西起晋南永济与陕西相望，东迄豫北济源、孟县同太行山相连，北靠素有“山西粮仓”美誉的运城盆地，南濒一泻千里的滚滚黄河。境内沟壑纵横，山峦起伏，关隘重叠，矿藏丰富。中条山与太行、吕梁、太岳三山互为犄角，战略地位十分重要。
抗日战争全面爆发后，随着山西各主要关隘的相继失守，中条山的战略地位愈加重要。对中方来说，占之，即可以此为根据地，瞰制豫北、晋南，屏蔽洛阳、潼关。进能扰乱敌后，牵制日军兵力；退可凭险据守，积极防御，配合整个抗日战场。就日方而言，得之，即占据了南进北侵的重要“桥头堡”，既可渡河南下，问津陇海，侵夺中原；又可北上与其在山西的主要占领地相连接，解除心腹之患，改善华北占领区的治安状况。所以，中条山地区被视为抗日战争时期“关系国家安危之要地”。
中条山地区虽位于山西省境，但在抗战时期却不是晋绥军的防区，亦不属阎锡山的第二战区管辖。驻守这里的是原西北军杨虎城的旧部--孙蔚如的第四集团军，在战区划分上则归之于卫立煌为司令长官的第一战区。1938年春，山西境内的国民革命军为减少正面损失，将十数万之众的部队分散于晋南地区，建立防御工事，开展游击作战。日军侵占山西后，“为了固华北、抑洛阳、窥西安，自1938年以来曾十三次围攻中条山，但均未得逞”。之所以没有得逞，关键在于日军对于中条山这十三次进攻都属于有限兵力的短期扫荡，并不是占领中条山为目的，持续时间在二周以内，出动兵力少则1万多人，多则也不过3万多人。以日军区区兵力和时间，想要在长度150公里以上的中条山中彻底歼灭孙蔚如的4、5万是不可能的。1940年后，因第四集团军高层和八路军来往频繁，内部众多中共分子潜伏，甚至一个师中4个团长就有3个是中共党员或者地下党员。蒋为防止中条山赤化，命令将此处国军大部撤离到河南。第一战区司令官卫立煌过于轻敌，工事“如同儿戏”（苏联观察员之语）。中条山的国军只有第80军，第3军，第9军为中央军部队，其余均为杂牌部队。而第80军，第3军均为中央军中战斗力较差的部队，第9军也仅仅属于二流，其余杂牌军战斗力更是有限。日军此战为了彻底消灭中条山的18万多国军，不但集中高达12万多人的主力部队，而且准备彻底占领中条山，这是同之前13次的扫荡中条山完全不同。此战，不但中日力量极为悬殊，就日军来講，也是自徐州会战以后在华北最大规模的战役。日军前后花费一个月才攻克了中条山，此役日军伤亡2万多人（中方战报），国军伤亡傷亡官兵25,066人，失蹤官兵21611人。

## 战役的准备

### 日本
在上述背景下，为了迅速“解决中国事变”，日方决心集中兵力殲滅中条山守军，化解華北當地的綏靖問題。为此，日本中国派遣军自华中抽调第17師團、第33師團两个維持當地治安的師團配属华北方面军。再由关东军调集飞行第32、第83战队，第3飞行集团主力結集於运城、新乡两个机场担任空中配合。接着，华北方面军司令官多田骏中将将其所辖兵力作了适应性调整，编成了参加中条山会战的序列，总兵力约10余万人：
- 第1军
  - 第33師團
  - 第36師團
  - 第37師團
  - 第41师团
  - 独立混成第4旅团
  - 独立混成第9旅团
  - 独立混成第16旅团
- 华北方面军直辖兵团
  - 第21师团
  - 第35师团
  - 原配属35师团之骑兵第4旅团一部
  - 第3飞行集团。

为了配合对中条山的进攻，1941年上半年，日本组织63个大队（相当于7个师团）的兵力，对中国东南沿海首先实施封锁。同时，在正面战场实施了所谓灵活的速战速决的作战，即发动豫南战役、上高战役。1941年3月，发动了中条山的外围作战。以第36师团发动对晋东南陵川一带的国民革命军第27军作战；以第37師團、第41师团，发动翼城以南、绛县以东地区袭的国民革命军第15军。以期为向中条山的大举进攻创造有利的战役态势。经过周密的部署，日华北方面军“着由第1军从山西省方面攻击，直辖第21与第35师团从河南省（焦作）方面攻击”，决心“置作战地区于张马（今属于沁水县中村镇）-垣曲一线（为轴），分成东西两个地区，把重点始终保持在西部地区”。企图“在正面利用已设阵地及黄河的障碍，以挺进部队切断退路，从两侧地区神速楔入突破敌阵，将敌完全包围，接着以迅速的内部歼灭战和反复扫荡，将敌完全围歼”。
从4月底到5月初，日军征调频繁，并制造种种谣言，以此为掩护完成了进攻中条山的部署：“第36、37、41师团及第3、9独立旅团，伪24师，分布于中条山西面之绛县、横岭关、闻喜、夏县、安邑、运城、解州、永济、风陵渡、河津及闻喜、夏县以北的南同蒲铁路沿线各地区。第33师团附骑兵第4旅团分布于阳城、芹池、沁水一带。第35、21师团及漢奸伪军张岚峰、刘彦峰分布于温县、沁阳、博爱、董封、新乡、焦作、高平、长子、陵川等地区。”

### 国民革命军
与日军在中条山地区积极部署的同时，重庆的国民政府军事委员会根据“保守要地，力图持久，奠安内部，争取外援”的指导要领，确定了“加强中条山及潼洛工事，积极训练”的战略原则。有鉴于此，4月中旬，参谋总长何应钦到第一战区巡视，实际坐镇洛阳指挥了中条山会战。当时，卫立煌在四川峨嵋山听训。
4月18日、20日，在洛阳的第一战区长官部，何应钦连续两次主持召开了由第一、第二、第五战区军以上长官参加的军事会议。根据各方提供的情报，何应钦判断：“晋南之敌，似将逐次夺取我中条山各据点，企图彻底肃清黄河北岸之我军，然后与豫东之敌相呼应，进取洛阳、潼关，以威胁我五战区之侧背，或西向进窥西安。”指示：“为确保中条山，（一）第一步，应相机各以一部由北向南（93军），由东向西（27军），与我中条山阵地右翼各部，合力攻取高平、晋城、阳城、沁水间地区，以恢复廿九年四月前之态势。（二）第二步，与晋西军及第二、第八战区协力，包围晋南三角地带之敌，而歼灭之。（三）最低限度，亦须能确保中条山。”
4月28日，国民政府军事委员会进一步做出日军有从济源、横皋大道会犯垣曲企图的判断，决定：（一）加强阵地工事破坏阻塞主阵地前道路；（二）先制出击打破敌之攻势；（三）第二战区晋西部队向同蒲、第五战区汜东部队向陇海牵制策应。在上述判断指导下，中条山地区的国民革命军主力7个军进行了相应配置：第9军裴昌会部在豫北重镇济源；第43军赵世玲部在山西南端之垣曲；第17军高桂滋部在绛县地区；第3军唐淮源部、第80军孔令恂部在闻喜、夏县地区，第98军武士敏部在董封镇一带，第15军范汉杰部在高平地区。另以4个军配置于太行、太岳地区，作为策应。
5月10日后，蒋介石急召卫立煌回洛阳，增强黄河防务。卫抵洛后，立即调整部署军队，除以一部于中条山继续抵抗外，主力向敌之背后转移。

### 八路军
1939年12月针对山西新军的十二月事变后，中共为避免摩擦升级，维护抗日统一战线大局，朱德总司令与一战区司令长官卫立煌谈判达成协议，共产党的党政军势力撤退到临汾屯留公路以北。晋豫边区党的工作采取精干隐蔽、长期埋伏、以待时机的方针，转入秘密工作时期。因而，在（太）岳南地区（即同蒲路以东、临屯公路以南、黄河以北、高平晋城以西）共产党并无明显的力量存在。
1941年5月7日日军发动突然进攻，蔣介石旋即要求八路軍協同作戰。由于1940年8月至10月八路军发动百团大战后，国防部长何应钦以八路军擅自扩编为由，于1940年12月中断了对八路军的饷弹供应；又受1月皖南事变影响，后经周恩来与胡宗南、蒋鼎文交涉，八路军才于1941年3月最后一次领取法币军饷和一批军服军帽绑腿。1941年5月8日，中共提出“速發餉彈”、“停止反共”和“解決新四軍問題”等條件。5月11日，周恩來轉告毛澤東蘇聯軍事總顧問崔可夫的勸告，要求八路軍配合國軍作戰。5月14日，毛泽东复电周恩来要他转告崔可夫，谓两年半来国军打日本打得很少，前年冬季攻势以来就没有打什么仗；而百团大战后，日军调回20万兵力将晋中“治安肅正”擴大為“治安強化運動”，“我党对日是无日不战”，又因国民政府停止了尤其是弹药供应（国民政府的制式武器“汉阳造”及“中正式”使用7.92mm毛瑟圆头弹及同口径尖头弹，与缴获武器所用日军6.5mm6.5×50mm有坂子彈毫无通用可能），现粮饷不足、弹药缺乏，“要告诉总顾问，要他不要随便乱说。国民党至今还说我军游而不击，甚至说我对日妥协等鬼话......我们绝不为这些鬼话所动。”当日，毛澤東致電彭德懷：“在日寇此次打擊下，國民黨不能不向我討好。國共地位將發生根本變化，我黨在抗戰中將日益佔據領導地位。因此，我們的基本方針是團結對敵，是配合作戰，但決不為國民黨激將法所沖動，而是周密考慮情況，給以有計劃的配合。”直到5月18日，彭德怀完成作战部署，计划用小部兵力配合作战，实际主力集中整训。毛泽东与朱德、王稼祥联名致电彭德怀表示同意，同时表示：“目前方针是必须打日本......不打则国民党不能谅解，中间派亦会说话，但如打得太凶，则有相反危险，日本将转向我们报复，国民党坐收渔利，并将进攻边区。”出于宣传目的，他们也提出可“在一部分地方打得大些，而在其他地区则打得小些”。中条山战役国军失败后，重庆《大公报》指责中共军队在山西招兵买马，游而不击，周恩来撰文谴责，后《大公报》将此文章一并发表。

## 战役部署

### 日军
1941年5月7日，自感稳操胜券的日军，于傍晚时分突然一齐出动，由东、西、北三面“以钳形并配以中央突破之方式”进犯中条山地区。8日，日军攻陷盂、济两县及垣曲。12日，日军封锁黄河沿岸各渡口。
- 东线日军约25000余人，在伪军张岚峰、刘彦峰部的配合下，沿道清路西段分三路向济源、孟县进犯。：
  - 原田雄吉中将第35师团主力
  - 田中久一中将第21师团一部，
  - 骑兵第4独立旅团一部
- 西线约25000余人，自闻喜、夏县东南向张店镇进犯。，
  - 安达二十三中将第37师团主力自夏县
  - 井关仞中将第36师团一部自闻喜
  - 若松平治少将独立混成第16旅团自安邑县向张店镇进犯
- 北线共约30000余人，以中央突破之闪电战术，由横岭关方面向横垣大道西侧猛攻。
  - 清水规矩中将第41师团自翼城县
  - 池之上贤吉少将独立混成第9旅团自曲沃
- 东北线约万余人，从阳城方面向董封镇一线攻击。
  - 樱井省三中将第33师团一部
  - 独立混成第4旅团一部

### 第一战区
- 第5集团军曾万钟
  - 第3军唐淮源
    - 第7师李世龙
    - 第12师寸性奇

  - 第80军孔令恂
    - 第165师王治岐
    - 新编第27师王竣

  - 第34师公秉藩
  - 第17军高桂滋
    - 新编第2师（前金宪章部）

  - 第43军赵世玲
- 第14集团军刘茂恩
  - 第15军武庭麟
    - 第64师姚北辰
    - 第65师邢清忠

  - 第98军武士敏
    - 第42师王克敬
    - 第169师郭景唐

  - 第9军裴昌会
    - 第47师郭贻衍
    - 第54师王晋
    - 新编第24师：第九十七军残部编成，张东凯任师长。
    - 独立第4旅

  - 第93军刘戡
  - 第27军范汉杰

参战总兵力约17万余人（包括山西宪兵第12支队改编的196旅和毕梅轩游击纵队）。
司令长官部根据情报，针对日军分兵合击，袭击我通信联络及各级指挥部；以重兵攻占各交通要点，切断我军联络，各个击破；封锁山口、渡口，逐步紧缩包围圈，完成合击的企图，“于会战前，经以辰东诚电令各部以交通线为目标，加紧游击袭破，妨害敌之攻击准备及兵力集中”。
但因战区主帅卫立煌缺席未到位，上述命令未能得到有效组织施行，致使“会战开始第二日，因情况剧变，敌之来势极猛”。各部仓促应变，分别与各路日军交战，中条山战役正式打响。

## 战役第一阶段

### 东线
东线，日军“左翼以温县为发起点，先头步兵5000以上，骑兵千余，炮20余门，飞机数十架，战、汽、装甲等车共百余辆，沿黄河北岸突进。”“中央以沁、博为发起点，一股先头千余，循沁济大道西犯”，“另一股先头2000余人，附炮十余门，于窜陷西向义庄后，继向捏掌、紫陵、东逮寨、留村一带猛扑。”“同时，沁河北岸3000余人，以飞机十余架，炮二十余门，强渡沁河。”守军第9军裴昌会所部在强敌进攻下施行节节防御，节节后撤。次日（8日）午，即放弃济、孟两地，向西撤退。在全线溃退的形势下，第一战区长官部命令第9军“以主力于封门口北既设阵地，拒止沁、济之敌西犯，以一小部对敌侧击”。第9军部署新编第24师主力、第54师张团守封门口一线，第47师和第54师驻王屋的独立第4旅等在孤山一线游击。封门口系日军西进必经之要隘，日军势在必夺。久攻不下，再行增兵。自9日上午激战至10日晨，终为敌破。这时，中路日军已于8日晚攻陷垣曲县城后，分兵进攻邵源。长官部命令第9军主力“由官阳南渡，以策应河防”。11日，日飞机百余架轰炸封锁官阳东西渡口，第54师在遭受重大伤亡后渡至河南，其余各师团退至封门口至邵源以北山地。12日，该路日军一部占领黄河沿岸各渡口；主力则沿封门口西进至邵源，与从垣曲东进之敌会合，完成了对国民革命军第14集团军的内线包围。

### 西线
西线是日军的主攻方向。“守军为孔令恂的第80军第165师（师长王治岐）和新编第27师（师长王竣），唐淮源的第3军第7师（师长李世龙）和12师（师长寸性奇），以及直属第5集团司令部指挥的公秉藩第34师。”7日下午，日军“分多数纵队，成广正面法，集中机炮火力，并以飞机诱导步兵，向我西村、辛犁园、王家窑头、梁家窑头王竣新编第27师右翼80团（唐、孔两军接合部）阵地猛攻。另以独3旅团附37师团一部，向刘家沟、古王、计王王治岐师全面佯攻，牵制激战”。8日凌晨，日军突破张店以东新编第27师防线，孔、唐两军联系被切断。新编第27师溃退至曹家川、太寨一带。与此同时，奉命到望原集中的第80军第165师在遭到日军袭击后也退至曹家川、太寨一线。乘隙而进的敌挺进纵队于当晚占据茅津渡以下的槐扒、尖坪、南沟等渡口；最远的一支进到平陆、垣曲、夏县三县交界处。9日正午时分，第80军所部遭敌便衣袭击和飞机轰炸扫射，进一步溃败。“在一场混战中，新编第27师师长王竣、参谋长陈文杞及165师姚汝崇营长等多名军官牺牲在太寨村西的雷公庙岭附近。剩余部队傍晚退到黄河渡口南沟。”第80军军长孔令恂、第165师师长王治岐拋弃部队，獨自渡过黄河，失去指挥的国军争相竞渡，伤亡惨重。新编第27师副师长梁希贤见事不可为，投河殉国。
夏县日军先头部队7000人分三股南向进犯唐淮源第3军阵地。8日拂晓，日军攻占中条山北山交通要道泗交村。然后，一路向西北奔袭第7师师部驻地王家河（泗交镇西北），一路向东南奔袭第3军军部唐回（泗交镇东南）。王家河遭日军重兵包围，师长李世龙率部突围；唐回村则在军长率预备队驰援王家河的情况下被日军地面部队与空降兵协同占领。第3军军长唐淮源率残余人员向东撤退至温峪（今属夏县泗交镇东北，沿清水河南下可至五福涧的黄河渡口）一带，被日军挡住南去之路，遂与敌激战，遭受重大伤亡后，再向东北、西北方向退去。12日唐军长及其所部在尖山陷入日军的四面包围之中。在三次突围失败的情况下，“唐军长以保卫中条山职志未遂，当前大敌未殄，于尖山顶庙内自戕殉国”。同日，第3军第12师在突围至胡家峪（垣曲县毛家湾镇最西北角）后遭日军截击，师长寸性奇胸部中弹，身负重伤，仍率部苦战。13日，寸部亦陷日军重围，寸师长二次负伤，右腿被敌炮炸断，自知无力回天，亦拔枪自尽。继忻口战役第9军军长郝梦龄与第54师师长刘家祺之后，再写一军之中军、师长同时殉国的悲壮史诗。
“闻喜敌36师团先头部队3000余人，向公秉藩第34师防守的野峪(今属于十八坪村）、十八坪（今为闻喜县裴社乡的行政村）、汤王山（十八坪村正东的山峰）等阵地猛攻，并迅速攻陷汤王山。公秉藩组织部队反攻，收复汤王山周围阵地，但因其右翼友邻部队防线被突破，第一战区司令长官部又令公率部驰援马村（按：马村系第5集团军司令部所在地，今属垣曲县华峰乡），第34师便放弃汤王山阵地，退至胡家峪（垣曲县毛家湾镇最西北角）。”

### 北线
北线是中条山地区国民革命军曾万钟第5、刘茂恩第14两个集团军的接合部，日军的战略意图在于迅速攻占横（横岭关）垣（垣曲）大道，直取垣曲县城，对守军两个集团军实施分割包围，各个歼灭。战役一开始日军即以重兵向横垣大道两侧猛攻。驻守横岭关东北侧的赵世玲第43军、西南侧的高桂滋第17军同时遭受日军重兵打击。激战至次日（8日）拂晓，第43军十八坪阵地被突破，堵击无效。军长赵世玲下令放弃阵地，撤向望仙庄（今属垣曲县历山镇）一线；第17军虽依靠工事和有利地形进行了较为有效的抵抗，终因左右两翼皆被敌突破，不得不退出防线。日军则在一举突破守军防线后，兵分两路：“一路沿桑池（今属绛县陈村镇最南的县界）、贾家山（今属垣曲县皋落乡民兴村北）、杜村（今属垣曲县华峰乡）南下；一路沿亳清河南下，经皋落、长直、王茅，直取垣曲县城。”
进攻发起后的次日：“8日黄昏，日军在伞兵部队配合下，占领黄河岸边的垣曲县城，截断了与黄河南岸的联系。日军实现了中间突破计划，中条山区国民革命军被分割成两半。9、10两日，日军分兵两路，一路向东，一路向西，东路于12日晨攻克邵源，与济源西进日军会合；西路于11日进至五福涧（今属垣曲县最西南角的黄河渡口），与9日攻占五福涧的日军会合。至此，日军的内层包围圈完全形成，中条山守军黄河沿线的补给线和退路全被截断。”

### 东北线
东北线驻防的守军主要有国民革命军第14集团军司令部、武士敏第98军，以及第15军、第93军等部。7日晚，日军向武士敏第98军发起进攻，武军长率领所部拼死抵抗，在董封东西线上与敌激战，多次击退日军进攻。王村一战，将敌2000击溃，毙敌滨田大佐以下700余人。10日，第一战区司令部鉴于“济源、垣曲间各主要渡口渐次被敌封锁，该集团整个补给线中断”的事实，命第14集团军“阳城以西部队主力，迅向沁翼公路以北分路转移，以旋回钻隙战法，打击敌人侧背。卯刻，该集团军全面与敌发生激战。申刻，交口之敌陆续增至三四千，窜陷清风圪塔、煤坪。同时第10师与第98军接合部之二里腰，亦被约二千余之敌突破。而陷邵源之敌，亦向西北紧迫，此时该集团军三面有受敌顾虑。”各部在突围游击中向北撤退。

## 战役第二阶段
在守军全线溃退的同时，日军以优势的兵力和猛烈的炮火占据了先机，迅速完成了第一阶段的作战任务——突破了中条山地区的全部防御阵地，先后占领了垣曲、济源、孟县、平陆等县城及相关的关隘据点，封锁了黄河北岸各渡口，完成了对国民革命军的内外侧双重包围，随即转入第二阶段的作战——对数路国民革命军守军各阵地，反复扫荡。以西线为例，日军“各兵团自11日并排向北返转，然后又自5月15日再次转向黄河线，如此再三反复进行篦梳扫荡，一直进行到6月10日。在这样反复扫荡期间，各兵团所到之处消灭了敌人（按：日方的说法，指国民革命军）三千至五千名”。
5月13日，部队开始突围。守军主力在遭受惨重伤亡后先后突围：第3、第15等军残部在第5集团军司令曾万钟率领下西渡黄河，转到洛阳、新安一带整顿；第93军主力在摆脱尾追的日军后由禹门口渡过黄河进入陕西韩城境内；第98军一部在武士敏的率领下进入太岳山区；第43军向浮山、翼城间转进；第9军主力在道清路西段和济源山地游击数天后，分别由小渡口和官阳渡口南渡；……国民革命军中条山守军大部退出中条山地区，中条山战役落下了帷幕。
5月18日至20日，国军主力大部突圍，至5月27日战斗告结束。

## 战况统计
中条山战役前后历时一个多月，据日方的统计资料，国民革命军“俘虜约35,000名、遗弃屍首42,000具、日军陣亡673名，负伤是2,292名”。
在国民政府公布的材料中，“综合会战，计毙伤敌官兵9900名”，我军“共伤亡、中毒、失踪官兵达13751员名”。
根據衛立煌在1941年9月5日對蔣中正的報告，總計傷亡官兵25,066人，失蹤官兵21611人。
日軍第54步兵聯隊於該會戰期間調派第3大隊北上支援作戰，根據《步兵第五十四聯隊史》所提供的死者名單，該聯隊第3大隊在1941年4月至1943年8月期間至少死亡61人，在1942年期間應無人作戰陣亡，43年第54步兵聯隊在華執行反游擊作戰(未進行任何大型戰鬥)到8月即離華前往太平洋戰場 。足見可確認死於1941年4月到1943年8月期間的61名第54聯隊第3大隊官兵當中，應該有相當數量是陣亡於中條山會戰，光一個步兵大隊就有相當數量的陣亡者(且該大隊於此會戰僅擔任支援性質角色)。而曾在獨立混成第16旅團第84獨立大隊服役的日軍老兵金田滿郎回憶，在中條山會戰期間他所屬的單位為了控制黃河的一處渡河點，便有大量的官兵作戰死傷，必須用一個小隊不間斷運送傷兵。足見日軍方面的報告的陣亡673人，受傷2292人是嚴重縮水的數據，若以日軍內部戰時月報以及相關統計圖表之數字相互對照推估，且考量因統計誤差而少算死傷人數等因素，日軍於中條山會戰之作戰傷亡人數當為6,000多名左右。另外日本華北方面軍在1942年3月的戰時月報中提及自身在1941年戰死3,970人，其中中條山會戰發生的5月該月報僅給出915人戰死的數據，然而該方面軍在1941年11月的戰時月報就承認自身在1940年11月~1941年10月至少有4,599人當場戰死、264人傷重不治，合計至少戰死4,863人，若扣除1940年11~12月的華北方面軍戰死者，日本華北方面軍1941年1月1日~10月31日就至少戰死4,195人（相較之下，42年3月華北方面軍戰時月報給的數據卻是1941年1月1日~10月31日該方面軍僅陣亡3,331人，明顯有所縮水），足見42年3月華北方面軍戰時月報數據明顯不實，短少報告至少864名戰死者，這極有可能是隱瞞中條山會戰的實際戰死人數，日軍在中條山會戰的戰死人數實際至少為1,537人，加上受傷人數實際傷亡應當即為6,000多人。若將日軍1942年3月底戰時月報中的1941年5~6月戰死人數（1,085人）幾乎全算為中條山會戰戰死者，且加上該戰時月報短少報告的864名戰死者，日軍在中條山會戰戰死人數則近2,000名，加上受傷人數，傷亡人數應為7,000名左右。

## 日軍番號序列
由关东军调集飞行第32战队、飞行第83战队，第3飞行集团主力，在运城、新乡两个机场展开，担任空中配合。漢奸偽軍張嵐峰、漢奸偽軍劉彥峰及漢奸偽24師。
第1军：第33、第36、第37、第41师团，独立混成第9、第16旅团，军预备旅队；方面军直辖兵团：第21、第35师团。
指挥官：华北方面军司令官多田骏中将。总兵力约42.5個大隊。

## 中方番號序列
參謀總長何應欽、
第二战区司令长官阎锡山兼任山西省主席、
第一战区司令长官卫立煌实际负责。
曾万钟第5集团军、
刘茂恩第14集团军、
孫蔚如第4集团军(第31軍團整編)、
赵世玲第43军、
高桂滋第17军、
第15军范汉杰、
第80军孔令恂、
第3军唐淮源、
第9军裴昌会、
第98军武士敏、
第93军武庭麟、
第27軍長刘戡、
第34師公秉藩、
第165师王治岐、
新编第27师王竣、
第7师李世龙、
第12师寸性奇、
第70師石作衡、
第84師高建白、
新編第2師高增級（原金憲章師）
餘2X個師長不詳。

## 陣亡將軍
第三軍軍長唐淮源上將、第12师师长少將寸性奇、第98军军長中將武士敏、第70師師長中將石作衡、205旅旅長少將徐積璋、215旅旅長中將趙錫章。
新27師師長中將王竣、新27师副师长梁希贤、新27師陳文杞少將參謀長(年33歲)、陸軍十四集團軍參謀處張世惠少將處長(年44歲)及新編27師(17歲~20歲娃娃兵、女兵)全體陣亡。